# Dumitru Mitu
Dumitru Mitu (Bukurešt, Rumunjska, 13. veljače 1975.) je rumunjski bivši nogometaš.

## Karijera

### Početci
Mitu je rođen u Bukureštu ali je odrastao u obližnjem selu Dobroieştiju gdje je otac radio kao krčmar a majka kao prodavačica u kiosku. Nogomet je počeo igrati u dobi od šest i pol godina u omladinskom pogonu kluba Faur Bukurešt s periferije glavnog rumunjskog grada. Kasnije je igrao i za juniore i prvu momčad Faura.

### Klupska karijera
Kao senior, Mitu je jednu sezonu nastupao za bukureštanski Faur u rumunjskoj 2. ligi dok je 1992. potpisao za Steauu.  U konkurenciji odličnih nogometaša mladi Mitu nije mogao igrati u prvoj momčadi pa je posuđen u Farul Constantu. Također, igrač je 1995. bio i na posudbi u FC Braşovu.
Novi Mituov klub je postao UTA Arad koji je tada bio drugoligaš te je imao ambiciju plasmana u prvu ligu. Dumitru Mitu je 1995. s klubom potpisao jednogodišnji ugovor vrijedan 10.000 USD. Nakon jedne sezone u UTA Aradu, dolazi do iznenađujućeg preokreta u igračevoj karijeri. Njegov klub je tada sudjelovao na jednom turniru u Temišvaru na kojem je gostovao i NK Osijek. Mituova momčad osvaja turnir, on postiže tri gola u dvije utakmice a čelnici Osijeka odmah su se zainteresirali za njega te ga dovode u klub.
Dumitru Mitu je za NK Osijek nastupao šest godina te je u 160 prvenstvenih nastupa zabio 26 golova za klub. Također, u sezoni 1998./99. s Osijekom je osvojio hrvatski kup. Nakon toga, Mitu 2002. prelazi u Dinamo Zagreb s kojim u dvije sezone osvaja po jedno prvenstvo (2003.) i kup (2004.) te dva Superkupa (2002. i 2003.). Mitu je uskoro prodan grčkom Panathinaikosu u kojem je malo igrao. Zbog toga je igrač u drugoj polovici 2005. bio na posudbi u HNK Rijeci s kojom je tada osvojio hrvatski kup.
Sezonu 2005./06. Mitu provodi igrajući ponovo u zagrebačkom Dinamu s kojim je osvojio svoj drugi naslov nacionalnog prvaka.
Nakon toga uslijedio je Mituov konačan odlazak iz Hrvatske te se vraća u domovinu gdje s CFR Clujom potpisuje ugovor od 70.000 USD po sezoni. Za klub je odigrao samo 12 utakmica te je postigao jedan gol zbog čega ga CFR Cluj šalje na posudbu u Unireu Dej (druga polovica sezone) te odlučuje raskinuti ugovor s njime.
Postavši slobodan igrač, Mitu je trenirao u momčadi UTA Arada. Pred kraj karijere Mitu je kratko igrao u Kini u klubovima Qingdao Zhongneng i Changchun Yatai. Posljednju profesionalnu sezonu u karijeri (2008./09.) Mitu je proveo igrajući za voljeni UTA Arad.

### Reprezentativna karijera
Dumitru Mitu osim rumunjskog ima i hrvatsko državljanstvo koje je stekao 2003. nakon sedam godina igranja u Hrvatskoj. Razlog zbog čega je zatražio državljanstvo je mogućnost igranja u hrvatskoj reprezentaciji jer ga je tadašnji izbornik Otto Barić spominjao kao potencijalnog reprezentativca.
U konačnici, Mitu nije igrao ni za rumunjsku, ni za hrvatsku reprezentaciju.

## Osvojeni trofeji

### Klupski trofeji
| Klub          | Trofej             | Sezona / godina |
| Hrvatska      | Hrvatska           | Hrvatska        |
| ------------- | ------------------ | --------------- |
| Osijek        | Hrvatski kup       | 1998./99.       |
| Dinamo Zagreb | Hrvatski Superkup  | 2002.           |
| Dinamo Zagreb | Hrvatsko prvenstvo | 2002./03.       |
| Dinamo Zagreb | Hrvatski Superkup  | 2003.           |
| Dinamo Zagreb | Hrvatski kup       | 2003./04.       |
| Rijeka        | Hrvatski kup       | 2004./05.       |
| Dinamo Zagreb | Hrvatsko prvenstvo | 2005./06.       |

## Vanjske poveznice
- (rum.) Profil igrača na Romanian Soccer.ro
- (engl.) Profil igrača na RSSSF.com